# Terry Garbett
Terry Graham Garbett (sinh ngày 9 tháng 9 năm 1945) là một cầu thủ bóng đá người Anh đã giải nghệ thi đấu cho Middlesbrough, Watford, Blackburn Rovers và Sheffield United ở Anh, cũng như New York Cosmos ở Hoa Kỳ.